# КК Горштак
КК Горштак је црногорски кошаркашки клуб из Колашина.

## Историја
КК Горштак је основан 2. јуна 1986. године. Највећи успјеси клуба су играње Прве лиге СР Југославије у сезони 1995/96, као и Прве лиге Црне Горе у сезонама 2010/11. и 2011/12. КК Горштак је био кадетски првак Црне Горе 1990. и 1991 године, јуниорски првак Црне Горе 1992. и 1993. године, јуниорски вицепрвак Црне Горе 1991. и 2002. године. На јуниорском првенству СРЈ 1993. КК Горштак је освојио титулу вицепрвака - у финалу су поражени од КК Партизана, од генерације коју је предводио Предраг Дробњак.

## Познати бивши играчи
- Владо Шћепановић
- Небојша Богавац
- Жарко Ракочевић